# Anorganische Säurehalogenide
Als anorganische Säurehalogenide werden in der Chemie funktionelle Derivate anorganischer sauerstoffhaltiger Säuren bezeichnet, die sich aus den empirischen Formeln durch Ersatz der Hydroxygruppe –OH durch ein Halogenatom (Fluor, Chlor, Brom oder Iod) ableiten lassen. Dieses Klassifizierungsprinzip hat sich aus dem alten Begriff der „Säuren“ in der Frühzeit der Chemie entwickelt. In neueren Lehrbüchern der anorganischen und organischen Chemie wird der Begriff „anorganische Säurehalogenide“ selten verwendet, jedoch häufig in Patentschriften und wissenschaftlichen Publikationen, wo er zur Definition von bestimmten anorganischen Reaktionspartnern benutzt wird.

## Wichtige Beispiele
Aus der empirischen Formel der Schwefligen Säure – H2SO3 – leitet sich das Thionylchlorid – SOCl2 - ab, von der Schwefelsäure das Sulfurylchlorid SO2Cl2.
Phosgen COCl2 ist das Dichlorid der Kohlensäure.
Nitrylchlorid NO2Cl und Nitrosylchlorid NOCl sind die Säurechloride der Salpetersäure, HNO3 bzw. Salpetrigen Säure HNO2.
Phosphortrichlorid und Phosphortribromid – PX3, X = Cl, Br, stehen in Beziehung zur Phosphorigen Säure H3PO3. Von der Orthophosphorsäure H3PO4 lässt sich das Phosphoroxychlorid (Phosphorylchlorid) POCl3 ableiten. In Abweichung von der Definition (s. o.) wird oft auch Phosphorpentachlorid PCl5 zu den anorganischen Säurehalogeniden gerechnet; in diesem Fall werden alle Sauerstoffatome der Phosphorsäure durch Halogenatome ersetzt.
Siliciumtetrachlorid und Bortrichlorid können als Chloride der Orthokieselsäure H4SiO4 bzw. Orthoborsäure H3BO3 aufgefasst werden.
Für die Namen einiger wichtiger anorganischer Säurehalogenide hat sich seit den Anfängen der Chemie bis heute die radikofunktionelle Nomenklatur erhalten: Wie die Beispiele zeigen, wird der Name eines Säurehalogenids vom entsprechenden Säureradikal abgeleitet, z. B. Thionyl- (SO-), Nitrosyl- (NO-), Nitryl- (NO2-).
Konsequent wird diese Nomenklatur jedoch nicht befolgt: So werden Bortrichlorid, Siliciumtetrachlorid, Phosphortrichlorid und -pentachlorid als Halogenide der Elemente benannt.

### Reaktionen
Die angeführten anorganischen Säurehalogenide reagieren mit Wasser in meist heftiger Reaktion zu den entsprechenden Säuren und Halogenwasserstoffen, d. h. Oxonium-Ionen und Anionen der Säuren (Hydrolyse).
In der organischen Synthese spielen anorganische Säurehalogenide eine wichtige Rolle, so bei der Umwandlung von Alkoholen in Alkylhalogenide und von Carbonsäuren in Carbonsäurehalogenide.